# Goudstofdaggekko
De goudstofdaggekko (Phelsuma laticauda) is een hagedis die behoort tot de gekko's (Gekkota) en de familie Gekkonidae.

## Naam en indeling
De gekko wordt ook wel platstaartgekko genoemd, maar deze naam wordt ook gebruikt voor de soort Hemidactylus platyurus.
De wetenschappelijke naam van de soort werd voor het eerst voorgesteld door Oskar Boettger in 1880. Oorspronkelijk werd de wetenschappelijke naam Pachydactylus laticauda gebruikt. De geslachtsnaam Phelsuma is vernoemd naar de Nederlandse arts en bioloog Murk van Phelsum. De soortaanduiding laticauda betekent vrij vertaald 'brede staart'.

### Ondersoorten
De soort wordt verdeeld in twee ondersoorten die onderstaand zijn weergegeven, met de auteur en het verspreidingsgebied.
Het geslacht omvat de volgende soorten, met de auteur en het verspreidingsgebied.
| Naam                         | Auteur         | Verspreidingsgebied       |
| ---------------------------- | -------------- | ------------------------- |
| Phelsuma laticauda angularis | Mertens, 1964  | Noordwestelijk Madagaskar |
| Phelsuma laticauda laticauda | Boettger, 1880 | Madagaskar                |

## Uiterlijke kenmerken
De lichaamslengte bedraagt maximaal 13 centimeter inclusief de staart, het lichaam en met name de staart zijn sterk afgeplat. De goudstofdaggeko heeft bijzonder bonte kleuren en wordt vaak gebruikt als modelhagedis voor omslagen van boeken en tijdschriften door de felle en afstekende gele, groene en blauwe kleuren. Met name de mannetjes in de paartijd hebben zeer heldere kleuren en afstekende patronen. Ze hebben dan een helder groen lichaam en azuurblauwe vlekken op de poten en boven de ogen. De staart valt op door de heldere lichtblauwe omzoming. De staart is evenals de snuit lichtoranje van kleur en over de breedte gestreept, op de rug zitten voor de staartwortel drie enkele oranjerode tot paarse traan-vormige vlekken, waarvan de kleur ook terugkomt op de onderzijde van de flanken. De mannetjes hebben V-vormige femorale poriën, een dikkere staartwortel en zijn groter dan de vrouwtjes.
Opvallend is de goudgelige, uit vele kleine spikkeltjes bestaande vlek boven de schouderbladen, onderbroken door een dunne streep in de basiskleur op het midden van de rug. De soort is van de platstaartdaggekko te onderscheiden doordat deze laatste soort een nog plattere staart heeft en meestal geen blauwe omzoming en poten, maar het 'goudstof' is bij deze soort vaak ook aanwezig. De ondersoort Phelsuma laticauda angularis onderscheidt zich doordat deze iets kleiner blijft en ook een voorkeur lijkt te hebben voor wat andere boom- en plantensoorten. De ondersoort is te herkennen aan een oranje, bijna V-vormige vlek in plaats van drie vlekken bij de staartwortel.

## Levenswijze

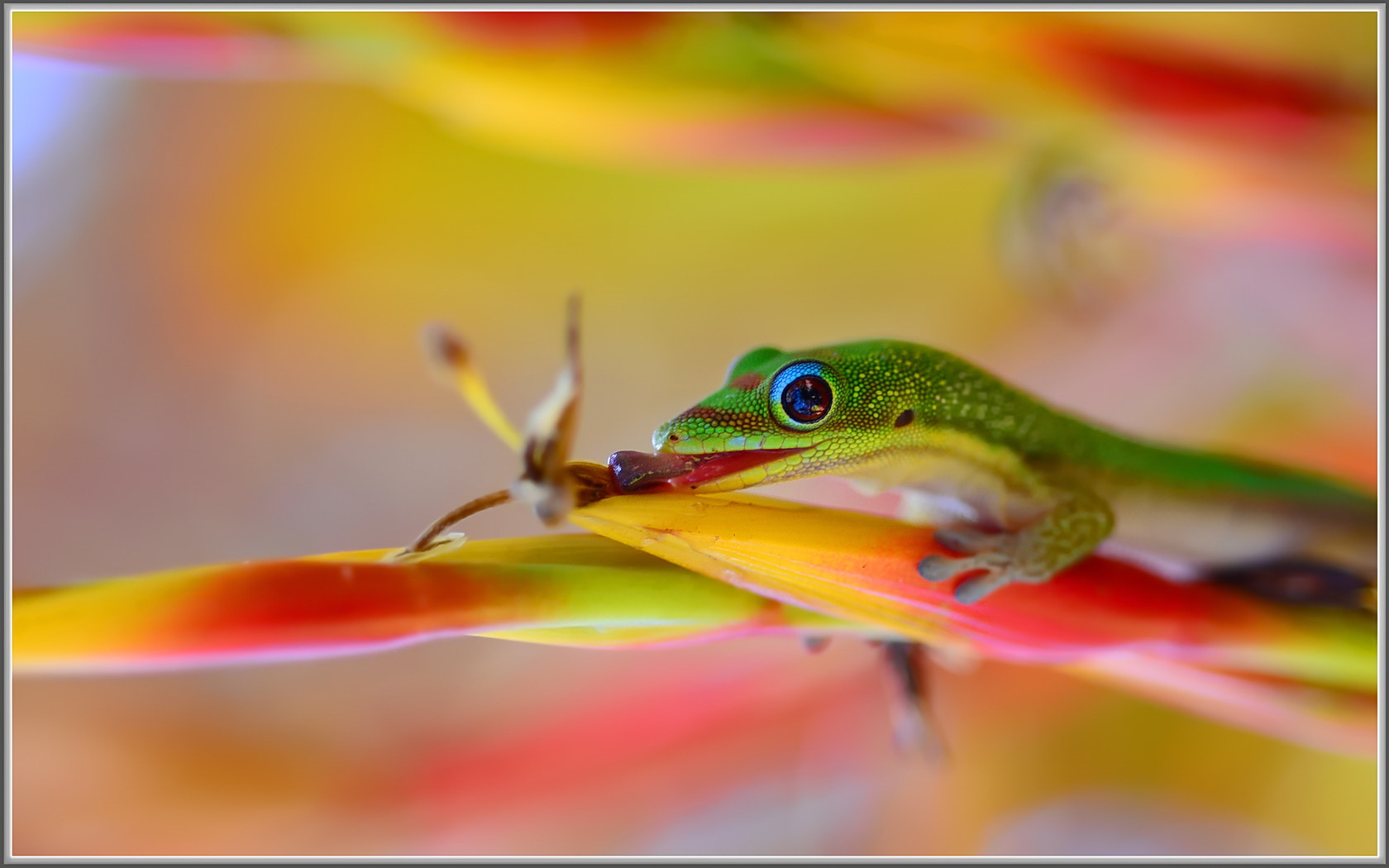
De gekko likt graag nectar uit planten, hier een exemplaar uit National Tropical Botanical Garden, Hawaï op een bromelia.

De goudstofdaggekko is een boombewoner, het dier zit het grootste deel van de dag tegen een stam aangeplakt, zonnend en loerend op prooidieren. In de natuurlijke leefomgeving prefereert de gekko vochtige nachten maar droge dagen met veel zon. De vrouwtjes zetten eieren af, dit zijn er meestal twee per legsel. De eieren komen na ongeveer 40 tot 45 dagen uit bij een temperatuur van 28 graden Celsius.
De jongen zijn ongeveer vier centimeter lang als ze uit het ei kruipen. Ze lijken al direct op de ouderdieren al zijn ze veel kleiner. Ze zijn na tien maanden tot een jaar volwassen.
Het voedsel bestaat uit kleine insecten, daarnaast wordt ook fruit gegeten en ook likken de dieren graag nectar uit bloemen. Van exemplaren die in huizen leven wordt wel beschreven dat ze afkomen op zoete frisdranken zoals cola. Het zijn zeer bezige diertjes die veel zonnen en door de suikers die ze binnenkrijgen zijn ze watervlug.

## Verspreiding en habitat

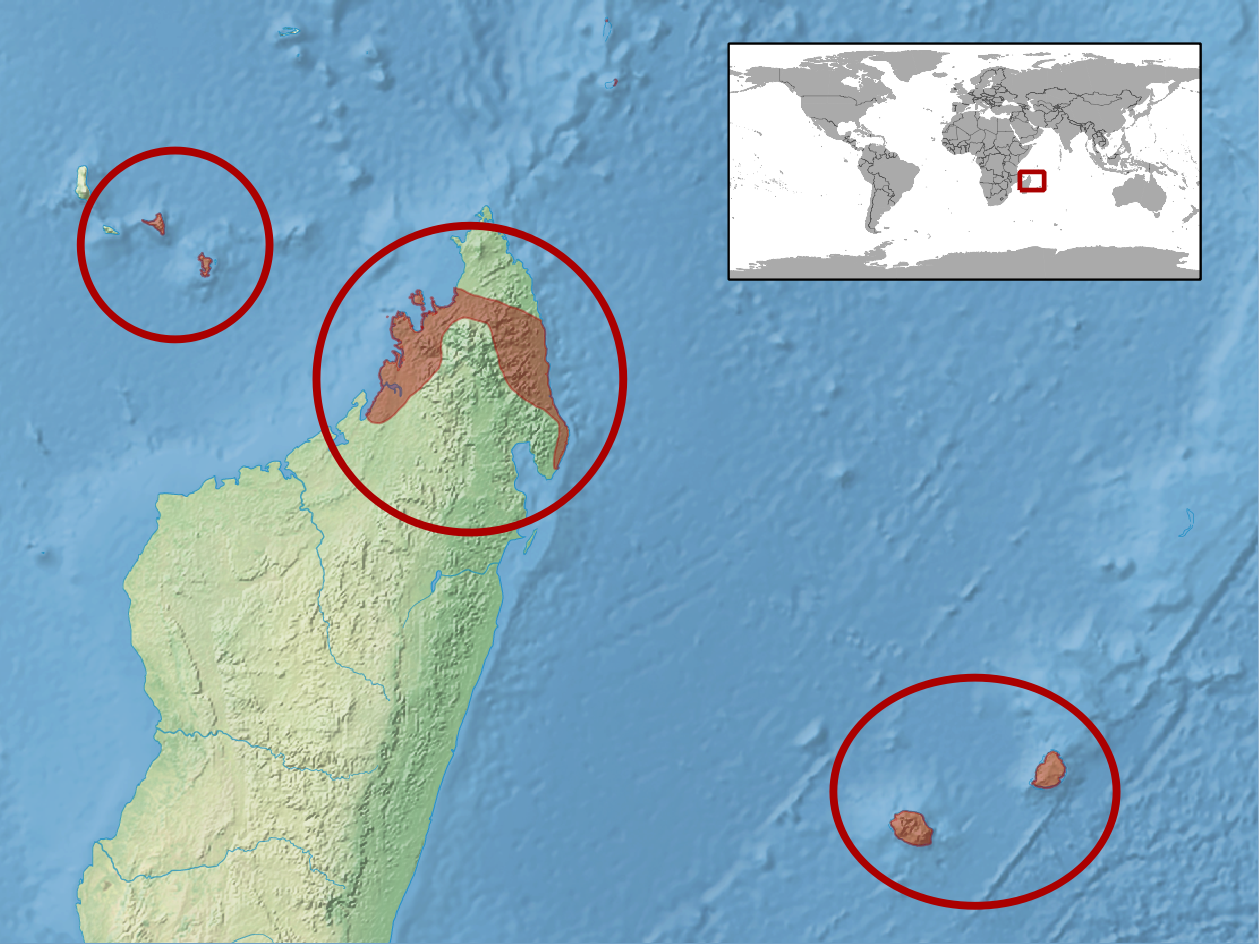
Verspreidingsgebied in het rood.

De soort komt voor in delen van Afrika en leeft op Madagaskar en de eilanden Nosy Be, Nosy Mitsio, Nosy Komba, op de Comoren (Mayotte) en op de Seychellen. De gekko is geïntroduceerd op Frans-Polynesië op het eiland Moorea en in de Verenigde Staten op Hawaï. De habitat bestaat uit vochtige tropische en subtropische laaglandbossen, droge tropische en subtropische bossen en zowel vochtige als droge droge tropische en subtropische scrubland. Ook in door de mens aangepaste streken zoals plantages, landelijke tuinen, stedelijke gebieden en aangetaste bossen kan de hagedis worden gevonden.

## Beschermingsstatus
Door de internationale natuurbeschermingsorganisatie IUCN is de beschermingsstatus 'veilig' toegewezen (Least Concern of LC).

## Goudstofdaggekko's in het terrarium
Deze dieren zijn om hun actieve gedrag en bonte lichaamskleuren populair bij terrariumbezitters. De gekko komt zeer algemeen voor in de vochtige delen van het areaal en kan gemakkelijk worden gevangen en gekweekt. De goudstofdaggekko heeft een hoog terrarium nodig met planten en takken zoals bamboestengels om te klimmen. De luchtvochtigheid moet hoog gehouden worden. Ze kunnen gevoerd worden met krekels.

## Afbeeldingen

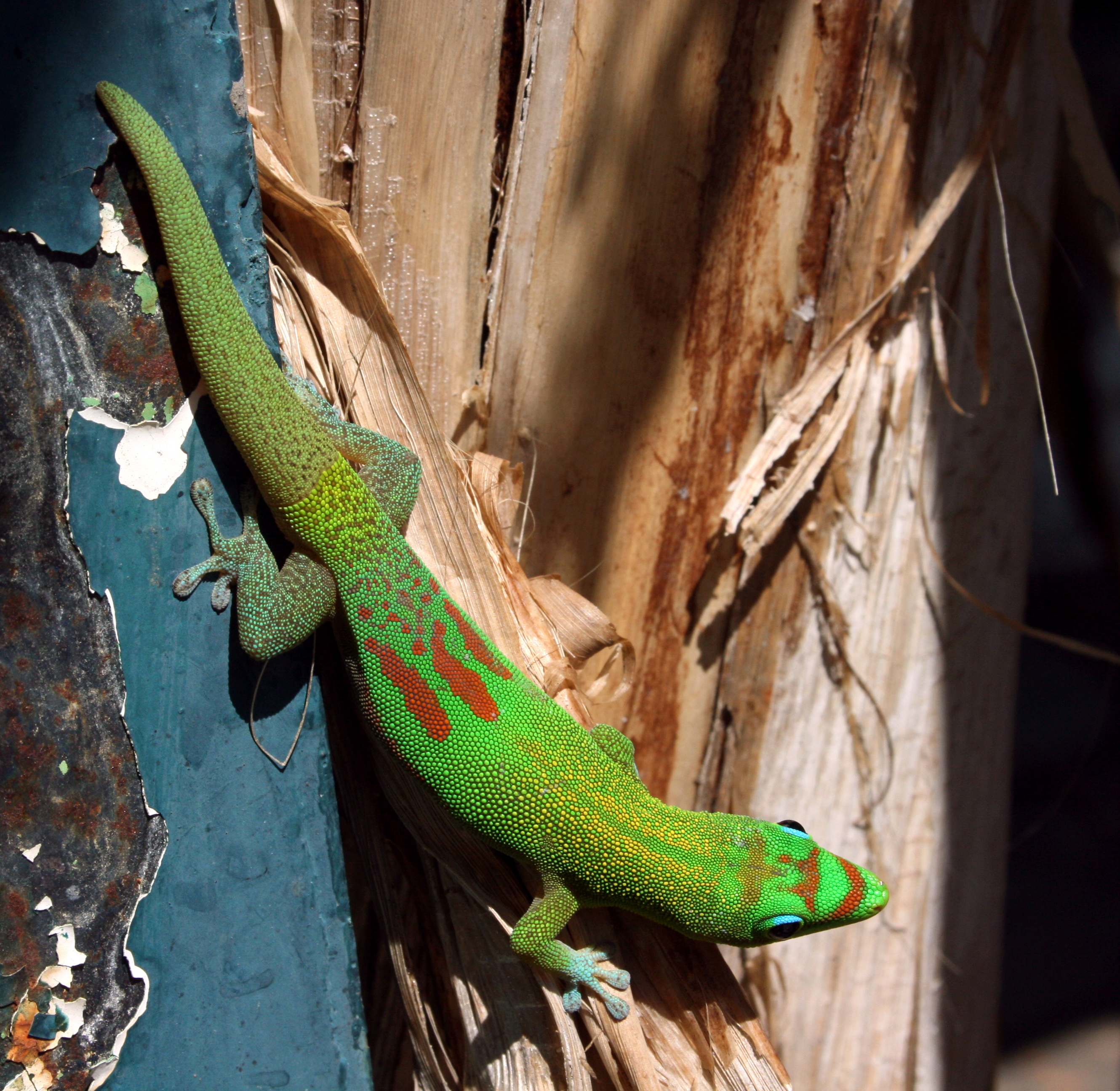
Dit exemplaar zit op een bananenplant, plantages zijn een geschikt biotoop.
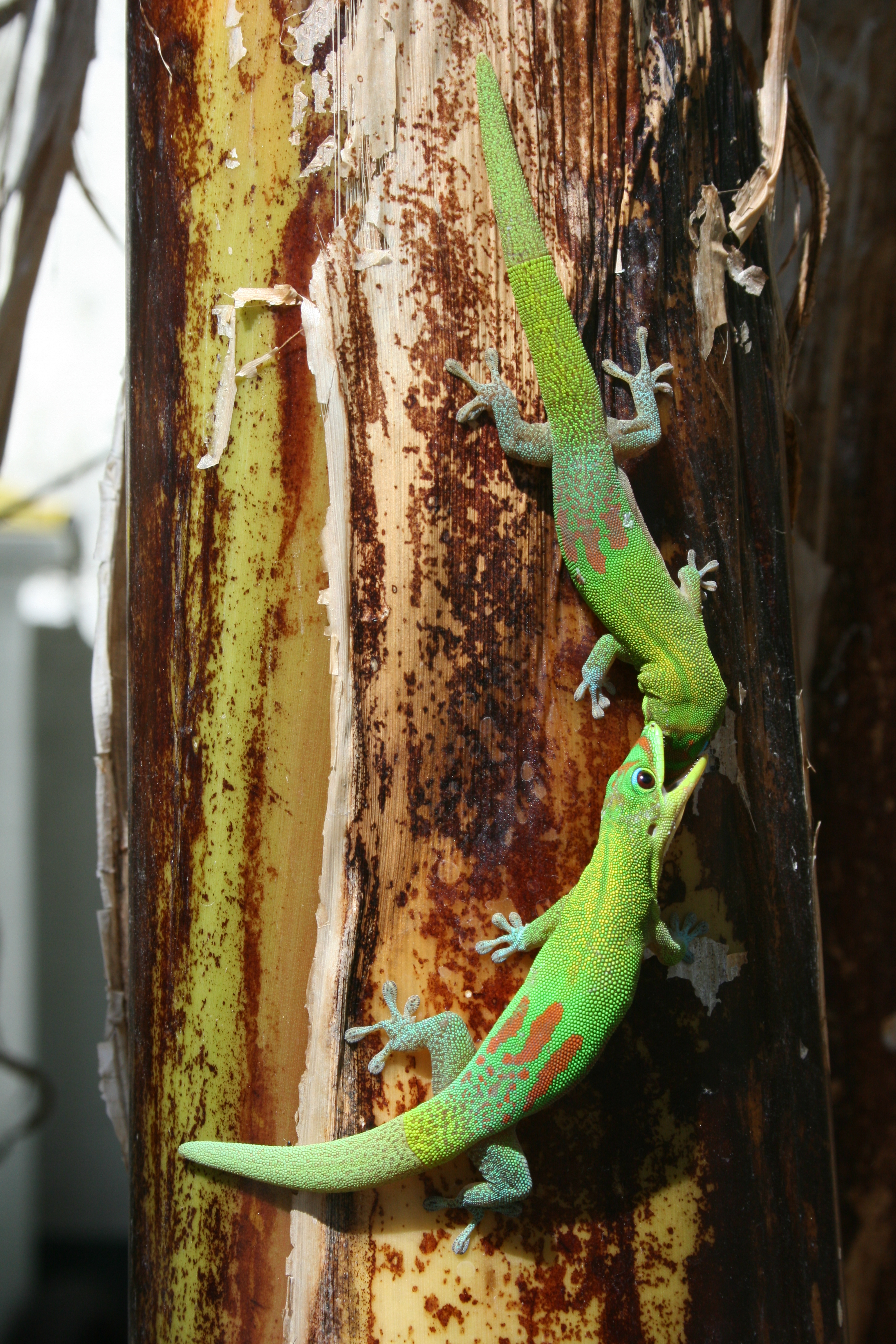
Twee vechtende mannetjes op een bananenplant.
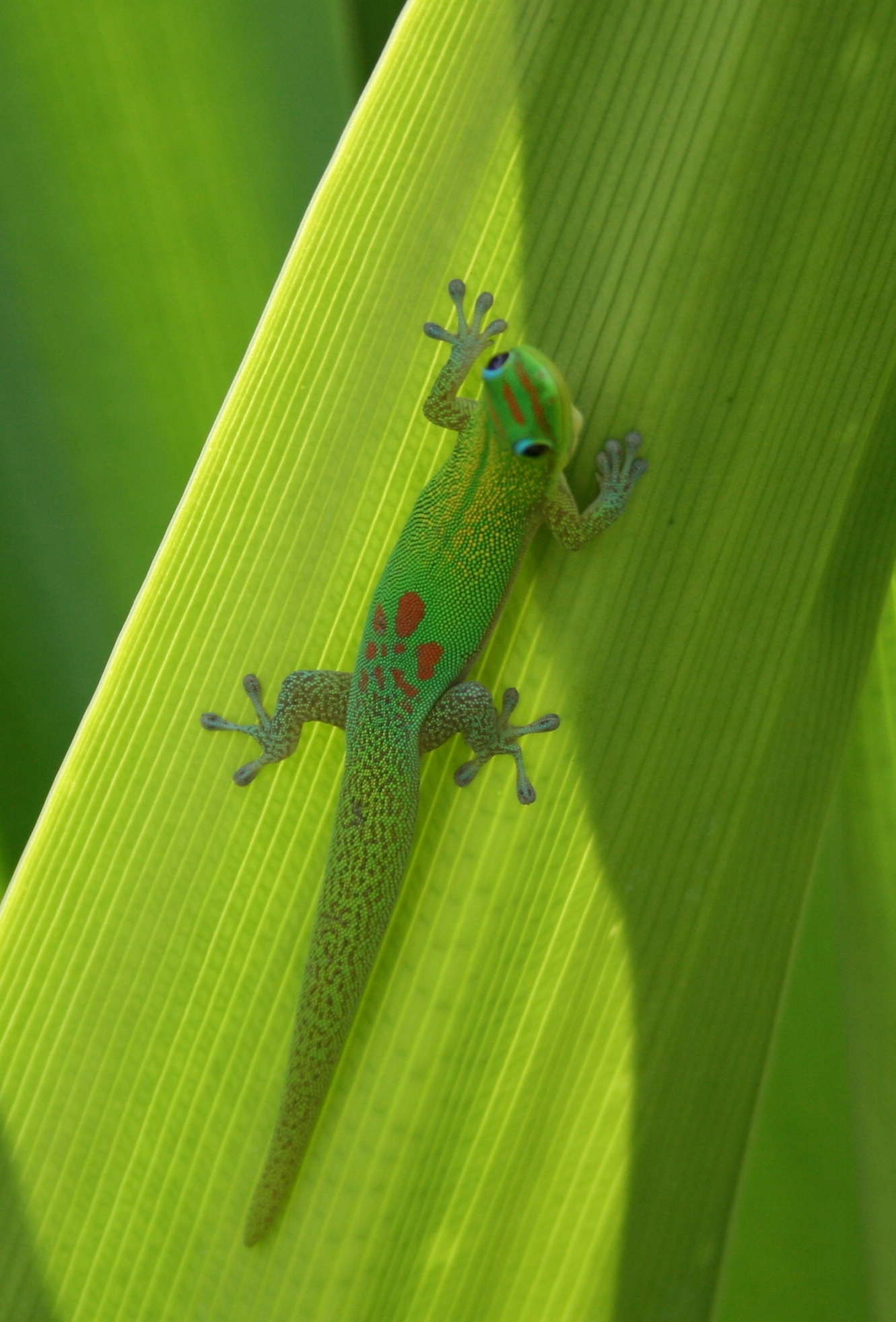
Op een bananenblad valt de gekko goed op...
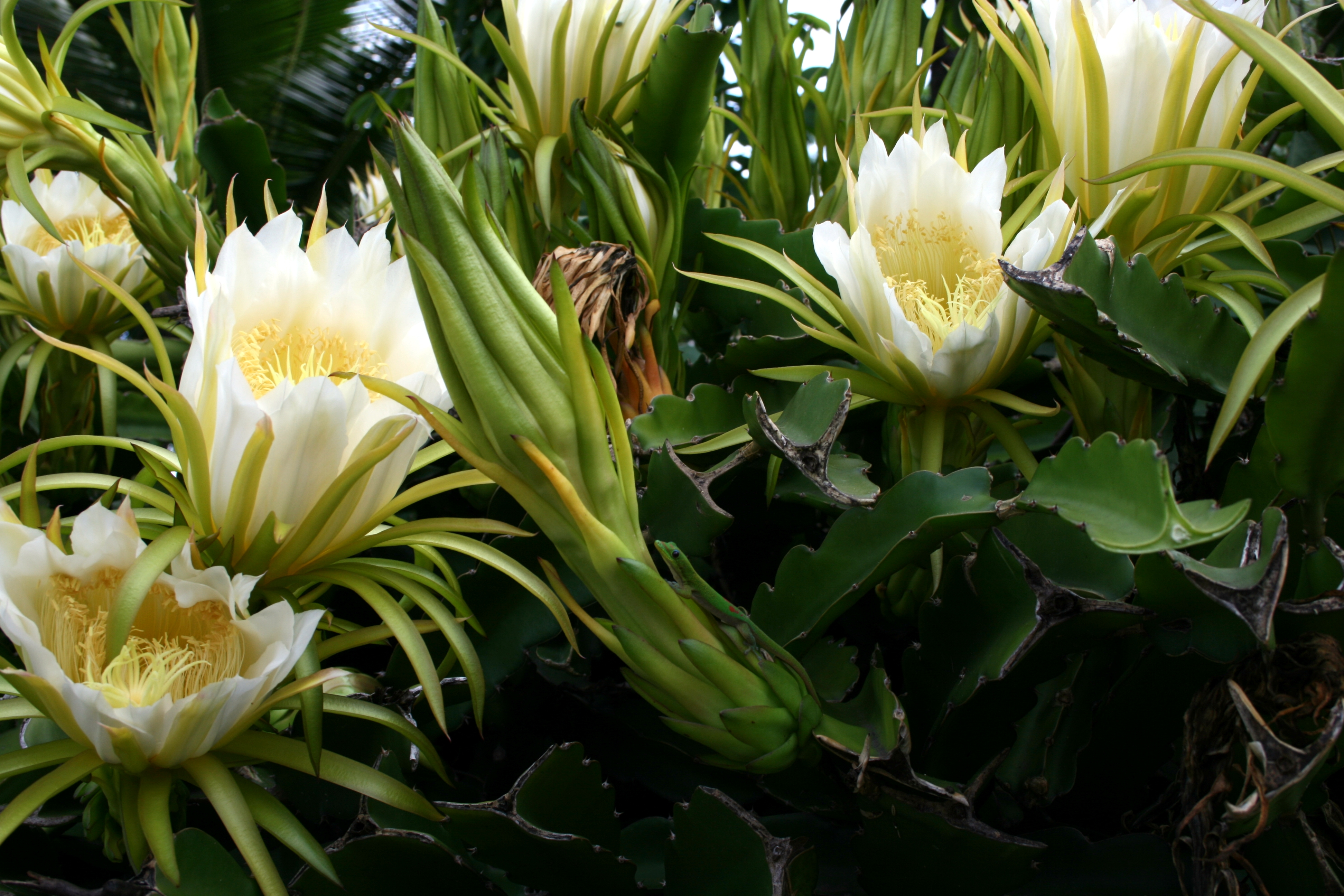
... maar is ondanks de felle kleuren nauwelijks zichtbaar in zijn natuurlijke omgeving.